# Душа єпископа
«Душа єпископа» (англ. The Soul Of A Bishop) — роман англійського письменника Герберта Веллса. Написаний в 1917 році.

## Сюжет
Едварда Скроуп, лорд-єпископ Прінчестера, під час Першої світової війни потерпає від нервозності та безсоння. Він починає вагатися в правильності англіканської церкви, до якої належить. Почуття непевності посилює відвідання будинку заможного парафіянина, де Едвард зустрічає надзвичайно заможну американську вдову, леді Сандербунд. Їй він уперше зізнається про свої релігійні сумніви. Невдовзі він приймає ліки доктора Дейла, щоб покращити самопочуття, і отримує видіння «Ангела Божого», а потім Бога в Північній бібліотеці клубу Атенеум, Лондон. Це переконує Едварда покинути англіканську церкву, але його старий наставник, єпископ Лайкман, переконує почекати три місяці, перш ніж щось робити, і протягом цього часу Едвард продовжує виконувати свої єпископські обов'язки.
Едвард приховує ці події від своєї дружини, леді Елли, і його чотирьох дочок, доки леді Сандербунд не прибуває без попередження в Прінчестер, пообіцявши стати його духовною ученицею. Напруга від цієї ситуації спонукає його вдруге прийняти ліки доктора Дейла, що призводить до видіння земної кулі, якій духовенство не приносить користі. Під впливом цього одкровення єпископ виголошує єретичну промову в соборі та остаточно вирішує покинути церкву. Він готує себе до того, що житиме в бідності та зневазі.
Леді Сандербунд несподівано бажає пожертвувати свої багатства Едварду на заснування нової церкви. Це також дозволяє орендувати нове житло та продовжити навчання дочок. Цей успіх водночас підштовхує Едварда до нових сумнівів: чи не буде він просто черговим самозваним пророком? Едвард усвідомлює, що його видіння були не наслідком прийому ліків, а висновком із роздумів про те, чи існує Бог. І хоча Едвард вірить у Бога, він відводить Йому не таке велике місце в своєму житті, як буденним речам.
В останньому прозрінні він усвідомлює, що істинна віра в Бога не потребує церков, храмом слугує сам світ. І хоча ця ідея засмучує леді Сандербунд, Едвард відчуває, що нарешті зустрівся з Богом особисто, бо Він присутній скрізь.